# شاهزاده‌نشین بزرگ مسکو
شاهزاده‌نشین بزرگ مسکو (به روسی: Великое княжество Московское) یا مسکووی که تا سال ۱۳۸۹ با نام شاهزاده‌نشین مسکو شناخته می‌شد، یک شاهزاده‌نشین روسی در دوران قرون وسطای متأخر بود. پایتخت این شاهزاده‌نشین شهر مسکو بود. این حکومت که در ابتدا به عنوان یک شاهزاده‌نشین کوچک در سده سیزدهم تأسیس شده بود، در اواخر سده پانزدهم به سرزمینی پهناور و نیرومند و نخستین حکومت متمرکز روسیه تبدیل شد.
هنگامی که مغول‌ها در سده سیزدهم به سرزمین‌های تجزیه شده روس کی‌یف حمله کردند، مسکو هنوز یک شهر کوچک در قلمرو ولادیمیر-سوزدال بود. اگرچه مغول‌ها مسکو را در زمستان ۱۲۳۸ سوزانده و در سال ۱۲۹۳ آن را غارت کردند، مکان دورافتاده و جنگلی آن تا حدی امنیت را از یورش و اشغال مغول‌ها فراهم می‌کرد. مسکو زمانی به یک شاهزاده‌نشین جداگانه تبدیل شد که دانیل (حکومت: ۱۲۶۳–۱۳۰۳)، کوچک‌ترین پسر الکساندر نوسکی شهر و مناطق اطراف آن را به ارث برد. تا پایان سده سیزدهم، مسکو در کنار تور به یکی از شاهزاده‌نشین‌های پیشرو در قلمرو شاهزاده‌نشین بزرگ ولادیمیر تبدیل شده بود. پس از آنکه میخائیل تور در سال ۱۳۰۴ به مقام شاهزاده بزرگ ولادیمیر رسید، کشمکشی بین شاهزادگان مسکو و تور آغاز شد. یوری (حکومت: ۱۳۰۳–۱۳۲۵) به این عنوان اعتراض کرد و بعداً در سال ۱۳۱۸ توسط خان اردوی زرین که بر شاهزادگان روس تسلط داشت، به عنوان شاهزاده بزرگ منصوب شد؛ اگرچه تا چهار سال بعد این مقام را از دست داد.
ایوان یکم (حکومت: ۱۳۲۵–۱۳۴۰) عنوان شاهزاده بزرگ را دوباره به دست آورد و توانست از دیگر شاهزادگان روسی برای خان مغول خراج جمع‌آوری کند که این امر ثروت مسکو را افزایش داد. همچنین مقر کلیسای ارتدکس روسی نیز از ولادیمیر به مسکو منتقل شد که موقعیت آن شهر را به عنوان مرکز معنوی کیش ارتدکس روسیه تثبیت کرد. ایوان یکم، تور را شکست داد و مقام خویش را برای پسرانش سیمئون (حکومت: ۱۳۴۰–۱۳۵۳) و ایوان دوم (حکومت: ۱۳۵۳–۱۳۵۹) به ارث گذاشت. پس از مرگ ایوان دوم، این عنوان موقتاً از دست رفت تا اینکه دیمیتری دونسکی (حکومت: ۱۳۵۹–۱۳۸۹) آن را دوباره به دست آورد و شاهزاده‌نشین را به یک شاهزاده‌نشین بزرگ ارتقا داد. او همچنین در سال ۱۳۸۰ شکست مهمی را بر تاتارها وارد کرد که اعتبار مسکو را به میزان زیادی افزایش داد.
با افول اردوی زرین، هژمونی آن به‌طور فزاینده‌ای به چالش کشیده شد. واسیلی یکم (حکومت: ۱۳۸۹–۱۴۲۵) قلمرو خود را گسترش داد؛ اما در نهایت به دلیل حملات تاتارها مجبور به از سرگیری پرداخت خراج شد. واسیلی دوم (حکومت: ۱۴۲۵–۱۴۶۲) پس از یک جنگ داخلی، کنترل خود بر مسکو را تثبیت کرد و در دوران سلطنت او کلیسای روسیه خودمختاری‌اش را اعلام کرد. ایوان سوم (حکومت: ۱۴۶۲–۱۵۰۵) تقریباً تمام ایالت‌های روس را یکپارچه کرد و پایه‌های یک دولت متمرکز را بنا نهاد. سلطنت او آغاز دوره جدیدی در تاریخ روسیه بود و شکست تاتارها به دست او در سال ۱۴۸۰ پایان سلطه تاتارها را نشان می‌دهد. پسرش واسیلی سوم (حکومت: ۱۵۰۵–۱۵۳۳) الحاق اراضی باقی مانده را تکمیل کرد و سپس ایوان چهارم (حکومت: ۱۵۳۳–۱۵۸۴) در سال ۱۵۴۷ به عنوان اولین تزار روسیه تاج‌گذاری کرد و روسیه تزاری را بنیان گذاشت.